# In My Eyes (EP)
In My Eyes ist die zweite Extended Play von Minor Threat und erschien nur wenige Monate nach der Minor Threat EP. Es ist die insgesamt fünfte Veröffentlichung von Dischord Records.

## Entstehungsgeschichte
Wie der Vorgänger entstand In My Eyes von Skip Groff in Don Zientaras Kellerstudio Inner Ear in Arlington County aufgenommen.
Zum Zeitpunkt der Veröffentlichung war Minor Threat bereits aufgelöst. Nach einer geplatzten Tour mit Youth Brigade entschied sich Gitarrist Lyle Preslar an die Northwestern University zu gehen. Auch innerhalb der Band gab es Streitigkeiten.

## Titelliste
1. In My Eyes – 2:49
2. Out of Step (With the World) – 1:20
3. Guilty of Being White – 1:18
4. Steppin’ Stone (Tommy Boyce, Bobby Hart) – 2:11

## Musikstil und Einfluss
Musikalisch konnte sich die Band im Vergleich zur Debüt-Veröffentlichung steigern. Laut Mark Anderson und Mark Jenkins in ihrem Buch Punk, D.C. „kamen sie sogar an die Leistung ihrer Vorbilder Bad Brains heran“. Out of Step ist sicherlich der einflussreichste Song der Platte. Er bildet zusammen mit Straight Edge die Blaupause für die spätere Straight-Edge-Bewegung.
Umstritten war der Titel Guilty of Being White, der sich mit umgekehrter Diskriminierung auseinandersetzte. Er wurde später von Slayer auf deren Coveralbum Undisputed Attitude gecovert. Slayer fügten als letzte Zeile "guilty of being right" ein, was den Sinn des Textes ins Gegenteil interpretierbar machte.
In My Eyes war später Namensgeber für die gleichnamige Band.
Steppin’ Stone ist eine Coverversion von Boyce and Hart. Minor Threat orientierte sich jedoch deutlich an der Coverversion der Sex Pistols von 1979 (The Great Rock ’n’ Roll Swindle).